# Reprezentacja Filipin w piłce nożnej mężczyzn
Reprezentacja Filipin w piłce nożnej pierwszy mecz na arenie międzynarodowej rozegrała 1 lutego 1913 roku przeciwko reprezentacji Chin. Spotkanie to zakończyło się zwycięstwem Filipińczyków, którzy na następną wygraną musieli czekać ponad 4 lata.
Reprezentacja Filipin nigdy nie zdołała zakwalifikować się na mistrzostwach świata. W 1966 roku nie zapłacili niezbędnych opłat i FIFA nie pozwoliła im wystartować w eliminacjach. W 2019 zadebiutuje w Pucharze Azji.

## Udział wMistrzostwach Świata
- 1930–1938 – Nie brały udziału (były kolonią amerykańską)
- 1950–2022 – Nie zakwalifikowały się

## Udział wPucharze Azji
- 1956–1960 – Nie zakwalifikowały się
- 1964–1968 – Nie brały udziału
- 1972–1976 – Nie zakwalifikowały się
- 1980–1984 – Nie brały udziału
- 1988–1996 – Nie zakwalifikowały się
- 2000 – Nie brały udziału
- 2004–2007 – Nie zakwalifikowały się
- 2011 – Nie brały udziału
- 2015 – Nie zakwalifikowały się
- 2019 - Faza grupowa
- 2023 – Nie zakwalifikowały się